# Estação Fundadores
A Estação Fundadores é uma das estações do Metrorrey, situada em Monterrei, entre a Estação Alameda e a Estação Padre Mier. Administrada pela STC Metrorrey, faz parte da Linha 2.
Foi inaugurada em 30 de novembro de 1994. Localiza-se no cruzamento da Avenidas Cuauhtémoc com a Rua 15 de Mayo. Atende o centro da cidade.